# Norvan Zakarian
Norvan Zakarian (en arménien Նորվան Զաքարեան), né Armen Zakarian 3 avril 1940 à Beyrouth, est un archevêque arménien.

## Biographie

### Jeunesse, formation et entrée dans les ordres
Armen Zakarian naît le 3 avril 1940 à Beyrouth dans une famille réfugiée du génocide arménien. Son père, Khengan, est né à Yozgat en 1913 et devient orphelin au cours du génocide ; il est emmené à quatre ans à l’orphelinat américain d'Antélias (Liban). Sa mère, Azadouhie Tokatilian, es née en 1919 à Kesguin-Madén, près d'Ankara.
Il fait ses études primaires à l'école Apkarian dans le quartier de Bourj Hammoud de la capitale libanaise. Il fait alors partie du groupe de chantres de l’église Sainte Mère de Dieu du quartier de Trade.
En 1954, il est admis au séminaire d'Antélias, puis au séminaire de Beit Mary avant d'intégrer le lycée Hovhaguimian-Manouguian de l'UGAB. En 1956, il est admis au séminaire patriarcal de Jérusalem.
En 1957, à la mort de son père, il doit entrer dans le monde du travail pour subvenir aux besoins de sa famille.
En 1967, il s'installe en France. Il est ordonné diacre le 24 décembre de la même année, puis hiéromoine par l'archevêque Sérovpé Manoukian l'année suivante.
En 1967-1968, il apprend le français à l'Alliance française et donne des cours de catéchèse et d'arménien à l'école Tebrotzassère du Raincy.
En 1970, il est élevé à la dignité d'archimandrite par Sérovpé Manoukian.
De 1970 à 1974, il poursuit ses études de théologie à l'Institut catholique de Paris.

### Carrière
Entre 1968 et 1975, Norvan Zakarian exerce son ministère à la cathédrale arménienne Saint-Jean-Baptiste de Paris et préside le comité de construction de l'église Sainte-Marie Mère-de-Dieu d'Issy-les-Moulineaux dont il est le recteur jusqu'en 1980.
En 1980, il succède à David Sahaguian au poste de vicaire du Légat catholicossal pour la région Rhône-Alpes et est fait évêque par Vazguen Ier. Il assure cette fonction d'évêque des Arméniens de Rhône-Alpes jusqu'en 2007.
Sous son impulsion est créée en 1987 la chaire de spiritualité arménienne Calouste Gulbenkian à l'Institut catholique de Lyon, (tenue entre 1987 et 2007 par Krikor Beledian) et en 1988 l'école Markarian-Papazian de Lyon.
Sous son épiscopat a lieu la construction des églises Saint-Nichan de Charvieu-Pont-de-Cheruy et Saint-Grégoire l'Illuminateur de Saint-Étienne.
Norvan Zakarian collabore au défunt quotidien Haratch ainsi qu'à plusieurs revues en langue arménienne.
Le 10 décembre 2006, le catholicos Garéguine II Nersissian proclame à Paris par bulle pontificale (no 373, datée du 26 octobre 2006) la création du diocèse de l'Église apostolique arménienne de France, ayant pour siège la cathédrale arménienne Saint-Jean-Baptiste de Paris. Après un locum tenens exercé par Kude Nacachian pendant quelques mois, l'assemblée diocésaine rassemblée dans la salle de la cathédrale Saint Jean-Baptiste élit le 22 juin 2007 Norvan Zakarian évêque de France. Après son élection, Garéguine II invite à Etchmiadzin les délégués diocésains de France pour la messe, célébrée le 26 août par Norvan Zakarian lui-même. Le catholicos élève alors ce dernier à la dignité d'archevêque.
Outre la responsabilité des fidèles de France, Norvan Zakarian est, en tant que délégué du catholicos, en charge de ceux d'Espagne, du Portugal, du Bénélux et d'Italie.
Le 2 septembre 2008, il crée l'Association pour la promotion de la culture arménienne en France (APCAF) qui permet la construction du collège Kévork Arabian à Alfortville, inauguré le 4 juillet 2015, puis le lancement de la maternelle d’Alfortville et enfin de l’ensemble scolaire de Valence.
Alors que son mandat prenait fin à la fin de l'année 2014, il démissionne fin octobre 2013. Cette démission résulte, entre autres raisons, de certaines tensions avec le catholicos à propos du statut du P. Vatché, ancien prêtre de la paroisse de Nice muté à Strasbourg à la suite d'événements, notamment judiciaires, ayant affecté ce lieu de culte.
Co-président du Centre culturel franco-arménien de Valence, il joue un rôle central dans l'ouverture de l'école franco-arménienne Kévork Arabian située dans la même ville, après avoir joué un rôle de premier plan dans l'ouverture du collège arménien Saint-Mesrop Arabian d'Alfortville en 2015.
Après la deuxième guerre du Haut-Karabagh, il rend hommage aux soldats arméniens tombés au combat.

## Décorations
- Chevalier de la Légion d'honneur le 1er avril 1994[17]

## Publications
- « L'Église apostolique arménienne », dans Gérard Dédéyan (dir.), Les Arméniens : Histoire d'une chrétienté, Toulouse, Éditions Privat, 1990, 122 p. (ISBN 978-2708953567), p. 88-98
- avec Jean-Michel Hornus et Philippe S. Sukiasyan, chap. XVIII « L’Église dans l'Arménie contemporaine (1921-2007) », dans Gérard Dédéyan, Histoire du peuple arménien, Privat, 2007, 991 p. (ISBN 978-2-7089-6874-5), p. 741-786
- (hy) « Բանաստեղծութիւնը որպէս տեղագրութիւն [La poésie comme topographie] », dans Anaïd Donabedian, Siranush Dvoyan et Victoria Khurshudyan (dir.), Krikor Beledian et la littérature arménienne contemporaine, Paris, INALCO Presses,‎ 2021, 412 p. (ISBN 978-2-85831-382-2, présentation en ligne), p. 177-190